# 屈明富
屈明富（1952年月—），重庆潼南人，中国人民解放军少将。

## 生平
1970年1月，加入中国人民解放军，被派往第二炮兵第56基地（80306部队）服役，1970年组织派他到南方学习导弹控制专业，由于他只有小学文凭，仍然未能掌握导弹操作理论。在返回基地后，部队在演习中出现电缆故障，由于屈明富无法排除故障，演习被迫中断。屈明富自感惭愧，在之后的四年时间中，他坚持自学全部初中至大学课程，并研制调试、设计安装导弹操作训练模拟器材。1984年，部队进行按照核反击作战的操作训练，他成功改革绝缘电阻测试仪等设备，并制成样机产品。1985年10月，获得第二炮兵优秀科技工作者。1986年，他承担“发射阵地指挥程序微机显示装置”科研项目，并在1987年1月成功。之后他先后荣获军队科技进步一、二、三等奖，被国务院授予“全国学雷锋先进个人”。1990年，升任副总工程师。后担任中国人民解放军火箭军装备部副总工程师；2002年7月，经中共中央军委批准，晋升少将军衔。